# Alacahöyük
Alacahöyük  is een belangrijke archeologische vindplaats in Centraal-Turkije die bewoning vanaf 5500 tot 600 v.Chr. vertoont. De ruïneheuvel ligt op 36 km ten noorden van Bogazkale en 52 km ten zuiden van Çorum De meest roerende vondsten zijn in het museum in Ankara ondergebracht, maar de plaats heeft zelf ook een klein museum. Het was een belangrijke stad onder de Hattiërs en daarna hun opvolgers de Hettieten.

## Geschiedenis van de opgraving
Belangstelling voor de plaats was er al in 1835 (W.C. Hamilton) en tot de jaren 1930 waren er sporadische en kleinschalige opgravingen. Op 22 augustus 1935 begonnen de opgravingen vastere vorm aan te nemen, ten dele dankzij de persoonlijke bemoeienissen van Atatürk die zelfs in eigen zak tastte voor aanvullende financiering. Dr. Hamit Zübeyr Koşay werd de eerste leider van het project dat, met een onderbreking van 1970-94, tot op de dag van vandaag voortduurt, nu onder leiding van Dr. Aykut Çınaroğlu.

## Geschiedenis van de stad

### Vroege Bronstijd
Koşay vond er bij opgravingen vanaf 1935 dertien 'konings'graven uit het latere gedeelte van de Vroege Bronstijd. De plaats was waarschijnlijk al bewoond in het Neolithicum en een aantal van de 'koninklijke' graven dateren van ca. 2350 v.Chr.
Deze graven leverden ook prachtige voorwerpen op: gegoten uit brons door middel van de verlorenwastechniek, soms omgeven met elektrum. De voorwerpen zijn een soort 'standaarden' met dierenmotieven als stieren of herten. Ook zijn er een soort opengewerkte schijven die vaak als 'zonneschijven' beschreven worden. De precieze betekenis is niet duidelijk. Wel is duidelijk dat de metallurgie al op een aanzienlijk hoog peil stond. Het lijkt er ook op dat er in de Vroege Bronstijd de neiging bestond om opzettelijk prachtige metalen voorwerpen te begraven of zo te deponeren dat de veel latere archeologen daar bijzonder dankbaar voor konden zijn. Dit is niet alleen hier het geval maar ook in de citadel van Troje II-III uit het Vroeg Brons III.
De stad van het Vroege Brons II werd verwoest door nieuwkomers die er echter niet bleven wonen. Na de verwoesting was er bij tussenpozen wel enige bewoning, maar van een stad was geen sprake.

### Hettitische tijd
Het duurde tot ongeveer 1850 v.Chr. voor daar verandering in kwam en het een van de belangrijkste Hettitische steden zou worden. Alacahöyük wordt beschouwd als een van de drie belangrijkste steden van het Hettitische Rijk en er is monumentale architectuur uit de tijd te bewonderen met een Hettitische versie van sfinksen en indrukwekkende muren van veelhoekig in elkaar passende andesietblokken. Veel van de plaatselijk te bewonderen stukken zijn replica's, waarvan de originelen in Ankara in het museum bewaard worden. De Alaca IIIa laag eindigde waarschijnlijk rond de dood van Muršili II (1295 v.Chr.) De monumentale architectuur komt waarschijnlijk uit de tijd van Muwatalli II (ca. 1295-1272) te oordelen aan de onmiskenbare Egyptische invloeden in de sfinxen. In deze tijd moet de stad indrukwekkend geweest zijn met fortificaties zoals een stadsmuur met torens en religieuze centra.
Wat de naam van de stad was in deze gloriedagen is niet helemaal duidelijk. Mogelijk was het Tawaniya omdat afbeeldingen van een zwaardslikker een cultus van de -van oorsprong Hattische- godin Teteshapi doen vermoeden en die had in Tawaniya een  
heiligdom. Echter ook Arinna en Zippalanda of Kuššara worden wel verondersteld. Het stratum Alaca II eindigt met de val van het Hettitisch Rijk. De stad werd bij de val van het rijk platgebrand in de tijd van de zgn. brandcatastrofe, maar in tegenstelling tot Hattuša later in de Frygische tijd opnieuw bewoond.

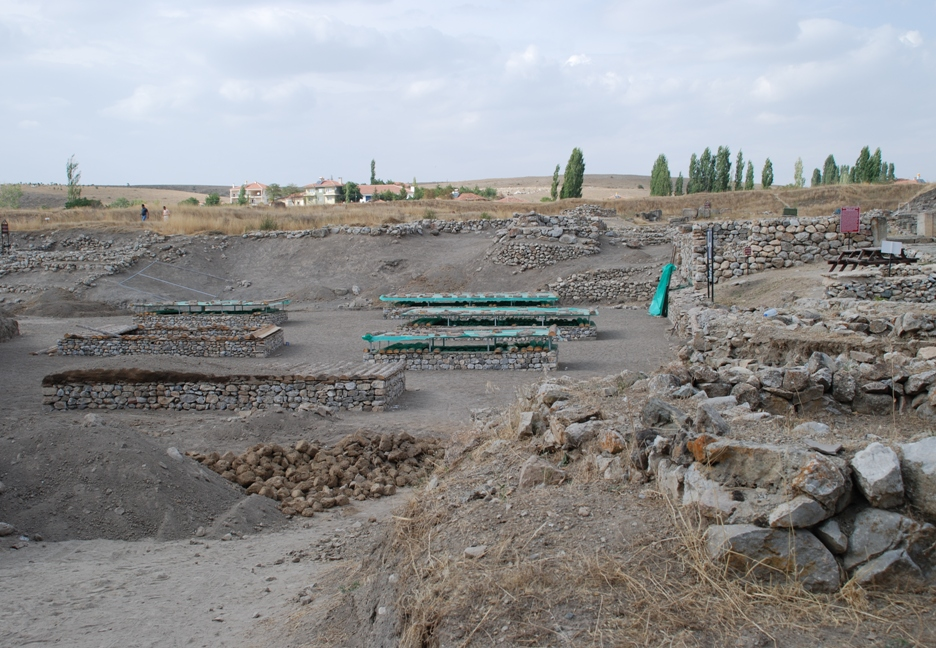
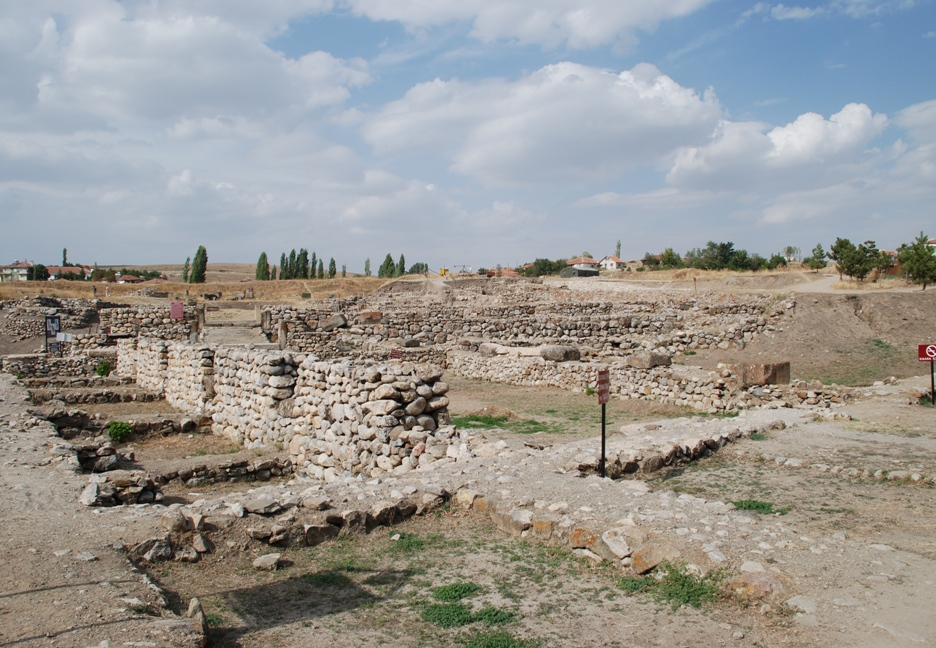
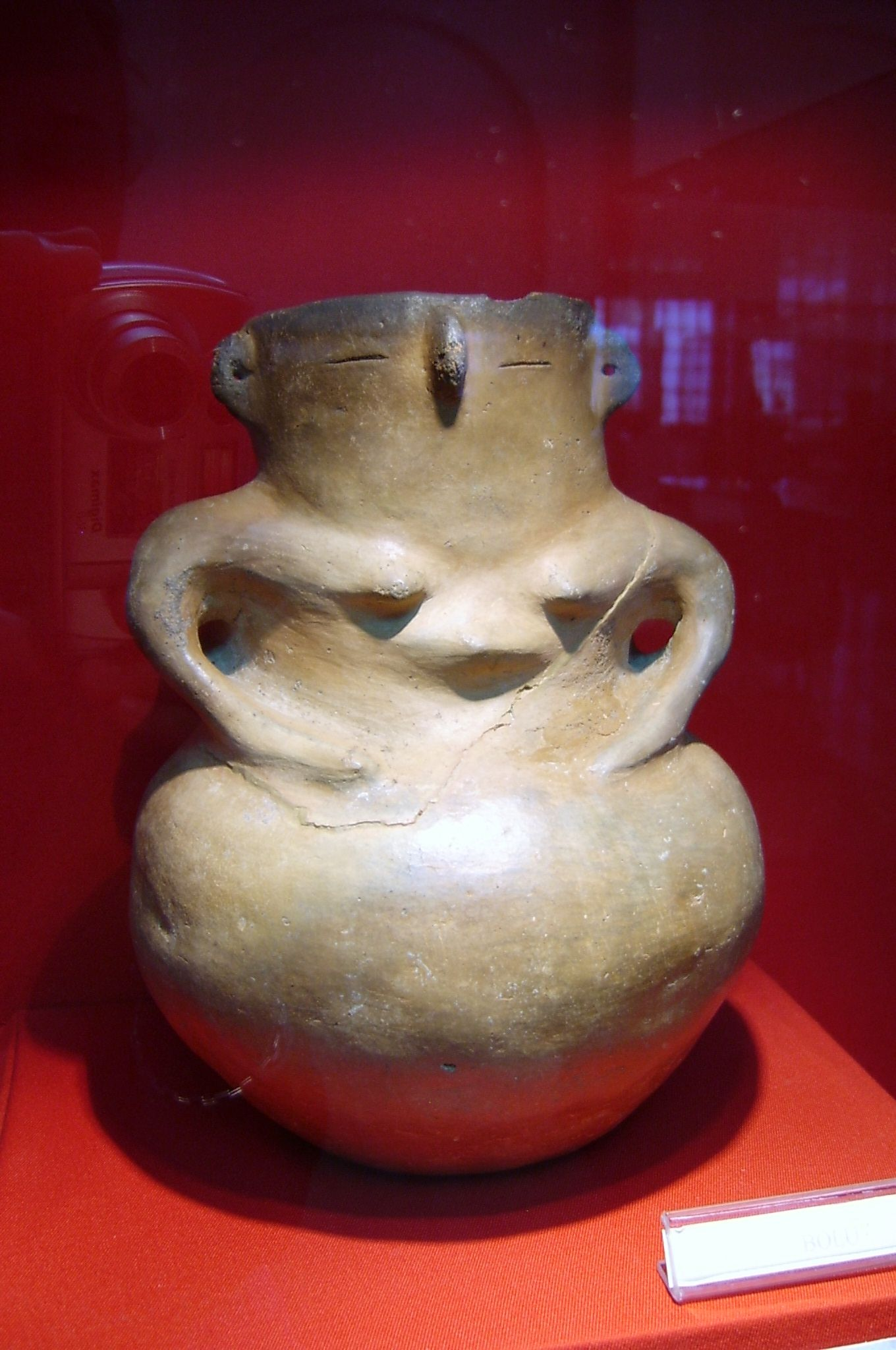
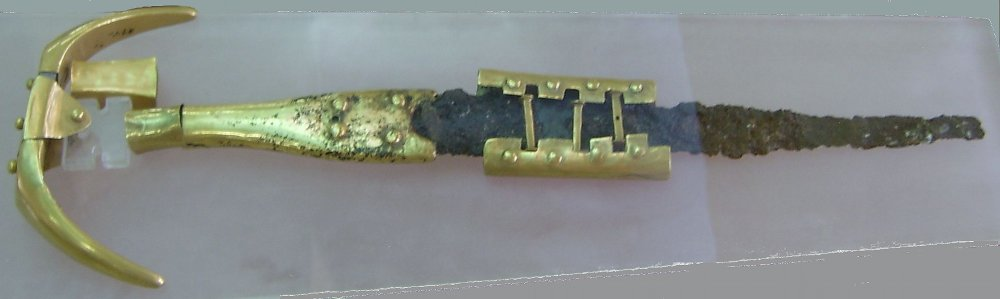
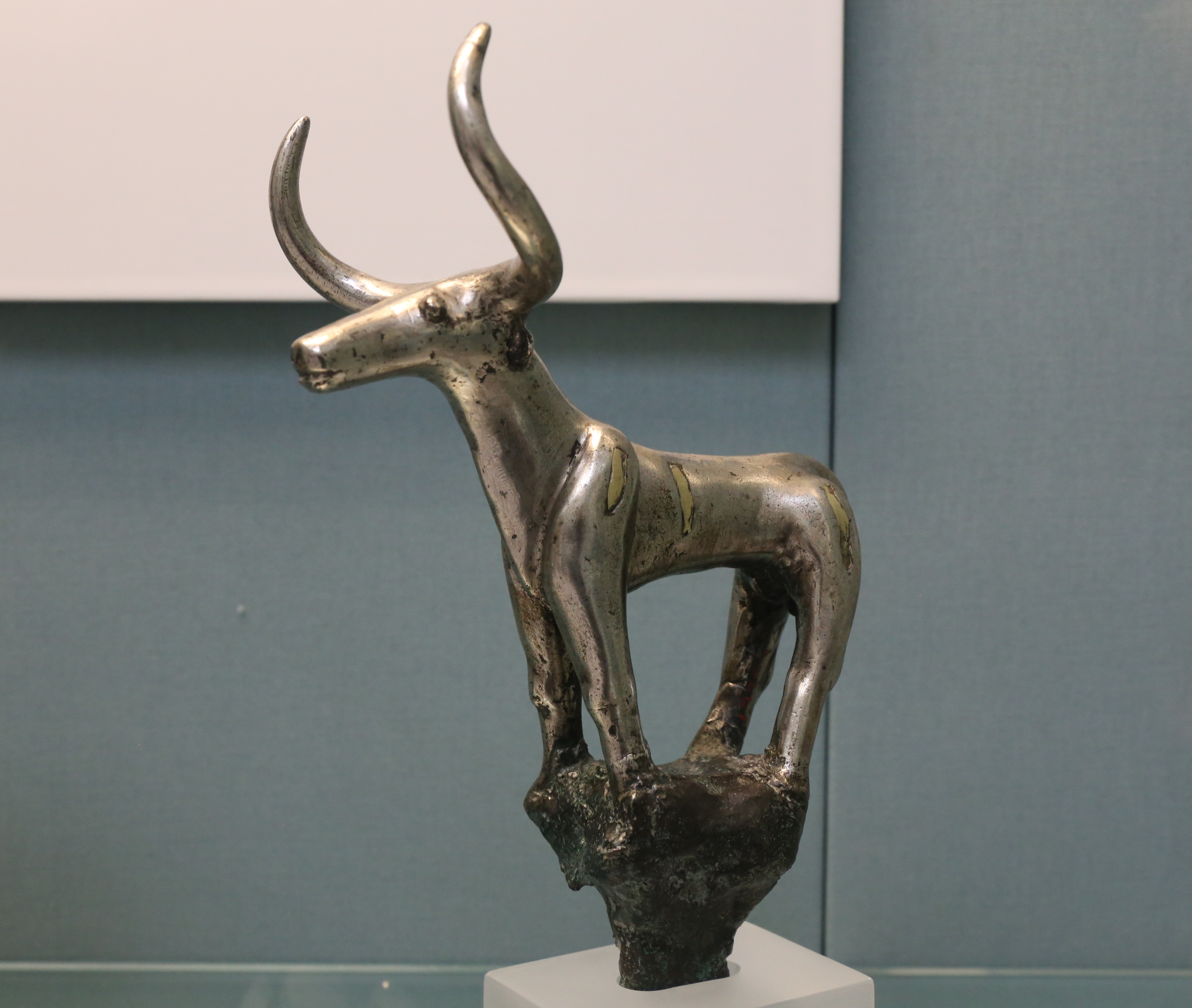
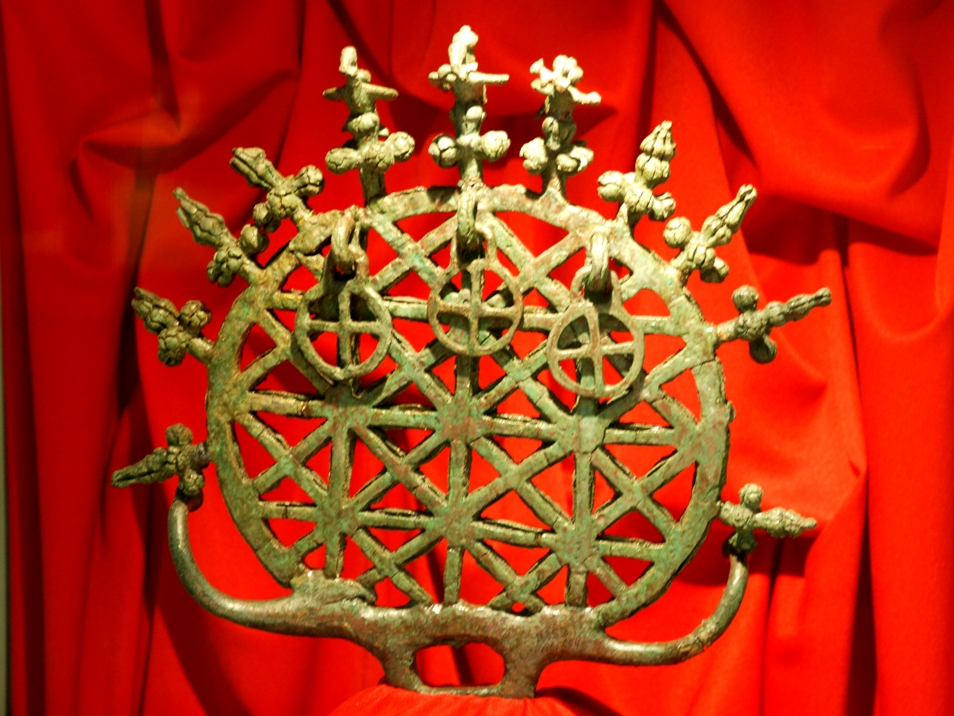